# SN 2020tlf
SN 2020tlf est une supernova de type II qui s'est produite à 120 millions d'années-lumière, au sein de la galaxie NGC 5731. La supernova a marqué la première fois qu'une supergéante rouge avait été observée avant, pendant et après l'événement,, étant observé jusqu'à 130 jours avant. L'étoile progénitrice aurait une masse entre 10 et 12 masses solaires.

## Observations
L'étoile a été observée pour la première fois par le premier télescope du relevé astronomique Pan-STARRS à l'été 2020, puits d'autres télescopes tels qu'ATLAS l'ont également observée. On croyait initialement que les supergéantes rouges ne présentaient pas d'activité particulière avant leur disparition ; cependant, SN 2020tlf a été observé émettant un rayonnement lumineux et intense et éjectant des quantités massives de matière gazeuse,. Des observations ont également été faites dans tout le spectre électromagnétique, comme dans les spectres des rayons X, des ultraviolets, des infrarouges et des ondes radio.